# Kaká (calciatore 1991)
Everton Ferreira Guimarães, meglio noto come Kaká (San Paolo, 20 maggio 1991), è un calciatore brasiliano, centrocampista del Cinfães.

## Caratteristiche tecniche
È un trequartista.

## Carriera
Cresciuto nel settore giovanile del San Paolo, ha speso i primi anni della sua carriera fra le serie inferiori del calcio brasiliano. Nel 2011 è approdato in Europa, dove ha firmato per i portoghesi del Torreense.

## Statistiche
Statistiche aggiornate al 12 marzo 2023.

### Presenze e reti nei club
| Stagione         | Squadra          | Campionato       | Campionato | Campionato | Coppe nazionali | Coppe nazionali | Coppe nazionali | Coppe continentali | Coppe continentali | Coppe continentali | Altre coppe | Altre coppe | Altre coppe | Totale | Totale | Totale |
| Stagione         | Squadra          | Comp             | Pres       | Reti       | Comp            | Pres            | Reti            | Comp               | Pres               | Reti               | Comp        | Pres        | Reti        | Pres   | Reti   |        |
| ---------------- | ---------------- | ---------------- | ---------- | ---------- | --------------- | --------------- | --------------- | ------------------ | ------------------ | ------------------ | ----------- | ----------- | ----------- | ------ | ------ | ------ |
| 2011-2012        | Torreense        | SD               | 16         | 0          | CP              | 2               | 1               |                    | -                  | -                  |             | -           | -           | 18     | 1      |        |
| 2012-2013        | Torreense        | SD               | 13         | 2          | CP              | 0               | 0               |                    | -                  | -                  |             | -           | -           | 13     | 2      |        |
| 2013-2014        | Torreense        | SD               | 29         | 2          | CP              | 0               | 0               |                    | -                  | -                  |             | -           | -           | 29     | 2      |        |
| Totale Torreense | Totale Torreense | Totale Torreense | 58         | 4          |                 | 2               | 1               |                    | -                  | -                  |             | -           | -           | 60     | 5      |        |
| 2014-2015        | Mafra            | SD               | 3          | 0          | CP              | 0               | 0               |                    | -                  | -                  |             | -           | -           | 3      | 0      |        |
| 2015-2016        | Mafra            | LdH              | 25         | 4          | CP+CdL          | 0+1             | 0               |                    | -                  | -                  |             | -           | -           | 26     | 4      |        |
| Totale Mafra     | Totale Mafra     | Totale Mafra     | 28         | 4          |                 | 1               | 0               |                    | -                  | -                  |             | -           | -           | 29     | 4      |        |
| 2016-2017        | Académica        | LdH              | 32         | 4          | CP+CdL          | 3+1             | 0               |                    | -                  | -                  |             | -           | -           | 36     | 4      |        |
| 2017-2018        | Nacional         | LdH              | 19         | 1          | CP+CdL          | 1+0             | 0               |                    | -                  | -                  |             | -           | -           | 20     | 1      |        |
| 2018-2019        | Nacional         | PL               | 4          | 0          | CP+CdL          | 0+2             | 0               |                    | -                  | -                  |             | -           | -           | 6      | 0      |        |
| 2019-2020        | Nacional         | LdH              | 1          | 0          | CP+CdL          | 0+1             | 0               |                    | -                  | -                  |             | -           | -           | 2      | 0      |        |
| 2020-2021        | Mafra            | LdH              | 18         | 0          | CP+CdL          | 0+1             | 0               |                    | -                  | -                  |             | -           | -           | 19     | 0      |        |
| 2022-2023        | Gokulam Kerala   | IL               | 6          | 0          | SC              | 0               | 0               | -                  | -                  | -                  | -           | -           | -           | 6      | 0      |        |
| Totale carriera  | Totale carriera  | Totale carriera  | 166        | 13         |                 | 12              | 1               |                    | -                  | -                  |             | -           | -           | 178    | 14     |        |

## Palmarès

### Club

#### Competizioni statali
- Campionato Carioca: 1

Botafogo: 2010
- Taça Guanabara: 1

Botafogo: 2010
- Taça Rio: 1

Botafogo: 2010

#### Competizioni nazionali
- Segunda Liga: 1

Nacional: 2017-2018